# Silvia Jato

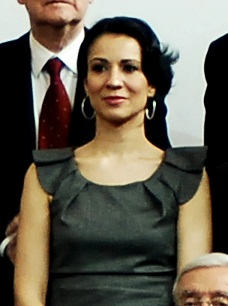
Silvia Jato (2012)

Silvia Jato (* 6. Juni 1971 in Lugo) ist spanisches Model und Fernsehmoderatorin.
Sie begann als Model und studierte Volkswirtschaftslehre an der Universidad CEU San Pablo in Madrid.
Sie hat zwei Kinder und ist verheiratet.

## Schönheitswettbewerbe
- Miss Spanien 1989: Brautjungfer
- Miss Europe 1991: Platz 3, Miss Photogenic, Miss Sympathy

## Fernsehsendungen
- 1990: Sabor a ti TVG (Televisión Autonómica de Galicia)
- 1991: Sabor 92,TVG
- 1991: Gala pro-Bosnia,TVG
- 1991: Gala Santiago de Compostela, Capital Cultural Europea del año 2000, TVG
- 1995: Gala moda Pazo de Mariñán, TVG
- 1995–1996: Pasarela de Estrellas, TVG
- 1996: Gala de Nochevieja, Antena 3 Televisión
- 1996: Gala moda Pazo de Mariñán, TVG
- 1997: En Antena, Antena 3: mit Inés Ballester.
- 1997: Noche de Impacto, Antena 3: mit Carlos García Hirschfeld.
- 1999–2000: Mírame, Antena 3
- 2000–2005: Pasapalabra, Antena 3
- 2004: Pelopicopata, Antena 3
- 2004: Los Más, Antena 3, con Arturo Valls.
- 2005: Gala de Nochevieja, Antena 3
- 2006: Allá tú, Telecinco, Stellvertreterin von Jesús Vázquez.
- 2007: Por la mañana, TVE, Stellvertreterin  von Inés Ballester.
- 2007: Teilnehmer von El club de Flo, La Sexta.
- 2008: Fifty Fifty, Cuatro